# 4472 Navashin
4472 Navashin è un asteroide della fascia principale. Scoperto nel 1980, presenta un'orbita caratterizzata da un semiasse maggiore pari a 2,2404546 UA e da un'eccentricità di 0,1467391, inclinata di 5,83240° rispetto all'eclittica.